# Lulwoidea lignoarenaria
Lulwoidea lignoarenaria är en svampart som först beskrevs av Jørg. Koch & E.B.G. Jones, och fick sitt nu gällande namn av Kohlm., Volkm.-Kohlm., J. Campb., Spatafora & Gräfenhan 2005. Lulwoidea lignoarenaria ingår i släktet Lulwoidea och familjen Lulworthiaceae.   Inga underarter finns listade i Catalogue of Life.
I den svenska databasen Dyntaxa används istället namnet Lulworthia lignoarenaria för samma taxon.  Arten har ej påträffats i Sverige.